# المرأة في المنزل المقابل لنافذة الفتاة
المرأة في المنزل المقابل لنافذة الفتاة (بالإنجليزية: The Woman in the House Across the Street from the Girl in the Window) (الذي أطلق عليه في الأصل اسم المرأة في المنزل المقابل) هو مسلسل أمريكي قصير ابتكره راشيل رامراس وهيو ديفيدسون ولاري دورف. كريستين بيل ومايكل إيلي وتوم رايلي وماري هولاند وكاميرون بريتون وشيلي هينيغ وسامسارا ييت يتألقون في المسلسل الذي يقدم عناصر من الكوميديا السوداء وأنواع الإثارة، ولكنه في الأساس محاكاة ساخرة لأفلام الإثارة النفسية الغامضة. يستمر المسلسل المكون من ثماني حلقات أقل من أربع ساعات. أُصدر في 28 يناير 2022 على نتفليكس حيث تلقى آراء متباينة من النقاد، بينما تم الإشادة بأداء بيل.

## مقدمة
يتناول المسلسل قصة امرأة حزينة تدعى آنا (كريستين بيل) تعاني من هلوسات جعلتها مضطربة عن ما إذا شهدت جريمة قتل أم هو تأثير الكحول التي مزجتها مع الأدوية الموصوفة من قبل طبيبها. لسوء حظها تعاني من رهاب المطر مما سرع من نبذ مجتمعها لها بمن فيهم جيرانها الجدد، حيث لا تتوانى الشرطة عن وصمها بالجنون بغض النظر عما إذا كان ما شاهدته حقيقة أم مجرد هلوسات. لتأخذ آنا على عاتقها إيجاد الحقيقة.

## الممثلين والأدوار

### الأدوار الرئيسية
- كريستين بيل بدور آنا، رسامة أخذت استراحة من حياتها المهنية [2] حدادًا على وفاة ابنتها البالغة من العمر ثماني سنوات، وهي مأساة أدت أيضًا إلى فسخ زواجها.[3] إنها تعاني من رهاب المطر وكثيراً ما تشرب زجاجات نبيذ كاملة مع أدويتها المختلفة، مما يؤدي إلى هلوسات حية.[4] [5] تهتوي طهي أطباق الدجاج وقراءة الكتب التي تحمل عناوين مثل المرأة على الجانب الآخر من البحيرة والفتاة في الرحلة البحرية.[6] [7] [8]
- مايكل إيلي مثل بدور دوغلاس، زوج آنا السابق، طبيب نفسي شرعي ومحلل لمكتب التحقيقات الفيدرالي متخصص في القتلة المتسلسلين [3]
- توم رايلي بدور نيل، جار آنا الأرملة
- ماري هولاند في دور سلون، صديقة آنا المقربة، مالكة معرض فني محلي
- كاميرون بريتون في دور بويل، وهو عامل بارع ودود وبسيط الفكر يعمل على إصلاح صندوق بريد آنا لسنوات. كان أول مريض لدوغلاس، استأجره دوغلاس عند إكمال علاجه النفسي، بعد أن قتل عائلته بمطرقة..[9] [10]
- شيلي هينيغ في دور ليزا، صديقة نيل التي تعتقد آنا أنها قُتلت.[11] تم الكشف لاحقًا عن اسمها الحقيقي هو تشستيتي لينكوس.[12]
- سمسارا يت بدور إيما، ابنة نيل [13] البالغة من العمر تسع سنوات [14]

### أدوار ثانوية
- بريندا كو بدور كارول، جارة آنا التي تصدر الأحكام [15]
- كريستينا أنتوني في دور المحقق بيكي لين
- بنيامين ليفي أغيلار في دور ريكس، راقص تعري [16]

من بين الممثلين الإضافيين: آبي برات في دور إليزابيث، ابنة آنا البالغة من العمر 8 سنوات والتي توفيت في عام 2018، وبريندان جينينغز في دور ماساكر مايك، قاتل متسلسل من آكلي لحوم البشر قتل إليزابيث،   جانينا جافانكار بدور ميريديث، زوجة نيل التي ماتت قبل بضعة أشهر من انتقاله للمنزل المقابل لآنا، نيتيا فيدياساغار في دور هيلاري، أخت ميريديث، نيكول بوليام في دور كلير، زميلة دوغلاس في العمل، وليندون سميث في دور السيدة باتريك، المعلمة المقتولة.   تتميز الحلقة الأخيرة بظهور ضيفي الشرف جيم راش كمضيفة طيران وغلين كلوز كسيدة أعمال على متن الرحلة.

## إنتاج

### التطور
في 20 أكتوبر 2020، أعطت نتفليكس الإنتاج أمرًا محدودًا يتكون من ثماني حلقات.  تم إنشاء المسلسل القصير بواسطة راشيل رامراس، هيو ديفيدسون، ولاري دورف، ومن إنتاج كريستين بيل (التي تلعب دور البطولة أيضًا)، ويل فيريل، وجيسيكا إلباوم، وبريتني سيغال. تشارك Gloria Sanchez Productions في إنتاج المسلسل.  كان على المبدعين إلغاء الأفكار المختلفة في مسوداتهم للحصول على جلسة تصوير مريحة أثناء جائحة كوفيد-19، وكان فيريل يشرف عليها عبر الإنترنت من خلال محادثة زووم.

### التصوير
تم التصوير الرئيسي في لوس أنجلوس بين مارس ومايو 2021.     
أثناء التصوير، تم استخدام شاي الكركديه بدلاً من النبيذ الأحمر.  حصل بيل وإيلي على تسلسل رقص مدته خمس دقائق تم قطعه من الإصدار. قام بيل ويت بتصوير الكثير من مشهد القتال بأنفسهم، لكنهم اعتمدوا على المضاعفات المثيرة في بعض المشاهد. تطلب تسلسل المطر من بيل التصرف في درجة حرارة 50 درجة فهرنهايت. بينما قالت بيل إنها ليس لديها أي فكرة عن تكملة بعد النهاية المشوقة، ألمح المبدعون إلى أنهم يناقشون تكملة محتملة عندما سئلوا عن صب Close.    
المسلسل مستوحى من المرأة في النافذة، لباولا هوكينز فتاة القطار، لدافني دو مورييه ريبيكا، لألفريد هتشكوك النافذة الخلفية، لجيليان فلين 's Sharp Objects.  دور بيل البوليسي في المسلسل مستوحى أيضًا من شخصيتها السابقة فيرونيكا مارس،  وقد غطت أيضًا القافية " Rain Rain Go Away " للموضوع الافتتاحي. 

## موعد الإصدار
في 8 ديسمبر 2021، تم منح المسلسل موعد العرض الأول في 28 يناير 2022، وعنوان جديد: المرأة في المنزل عبر الشارع من الفتاة في النافذة. كشفت بيل أنها دافعت عن العنوان عندما أرادت نتفليكس اختصاره.   بعد إصداره، تصدرت قائمة نتفليكس في الولايات المتحدة، بين 30 يناير و 3 فبراير. 

## انتقادات
على موقع مجمع الاستعراضات روتن توميتوز، كانت 56٪ من تقييمات 50 نقادًا إيجابية، بمتوسط تقييم 6.0 / 10. يقرأ الإجماع على الموقع، «إذا كانت هذه المجموعة من الأواني الأدبية تعاني من كونها تسير بخطى جليدية مثل اسمها الهائل من العنوان، فإن كريستين بيل على الأقل تصنع شركة جامدة مبهجة.» حددت ميتاكريتيك، التي تستخدم متوسطًا مرجحًا، درجة 49 من 100 بناءً على 21 نقادًا، مما يشير إلى «مراجعات مختلطة أو متوسطة». شيترا راماسوامي، التي تكتب لصحيفة الغارديان، أعطت المسلسل نجمتين من أصل خمسة محتملين، منتقدة التشويش اللوني ووصفته بأنه «مثير للسخرية في أحسن الأحوال وفي أسوأ الأحوال مزعج» ولخصه بأنه «ليس مسليًا، بل سيئًا فقط».

## روابط خارجية
- المرأة في المنزل المقابل لنافذة الفتاة على موقع IMDb (الإنجليزية)
- المرأة في المنزل المقابل لنافذة الفتاة على موقع ميتاكريتيك (الإنجليزية)
- المرأة في المنزل المقابل لنافذة الفتاة على موقع روتن توميتوز (الإنجليزية)
- المرأة في المنزل المقابل لنافذة الفتاة على موقع نتفليكس (الإنجليزية)
- المرأة في المنزل المقابل لنافذة الفتاة على موقع فيلمافينيتي (الإسبانية)
- المرأة في المنزل المقابل لنافذة الفتاة على موقع كينوبويسك (الروسية)
- المرأة في المنزل المقابل لنافذة الفتاة على موقع ألو سيني (الفرنسية)
- المرأة في المنزل المقابل لنافذة الفتاة على موقع قاعدة بيانات الفيلم (الإنجليزية)